# إمارة زيتا

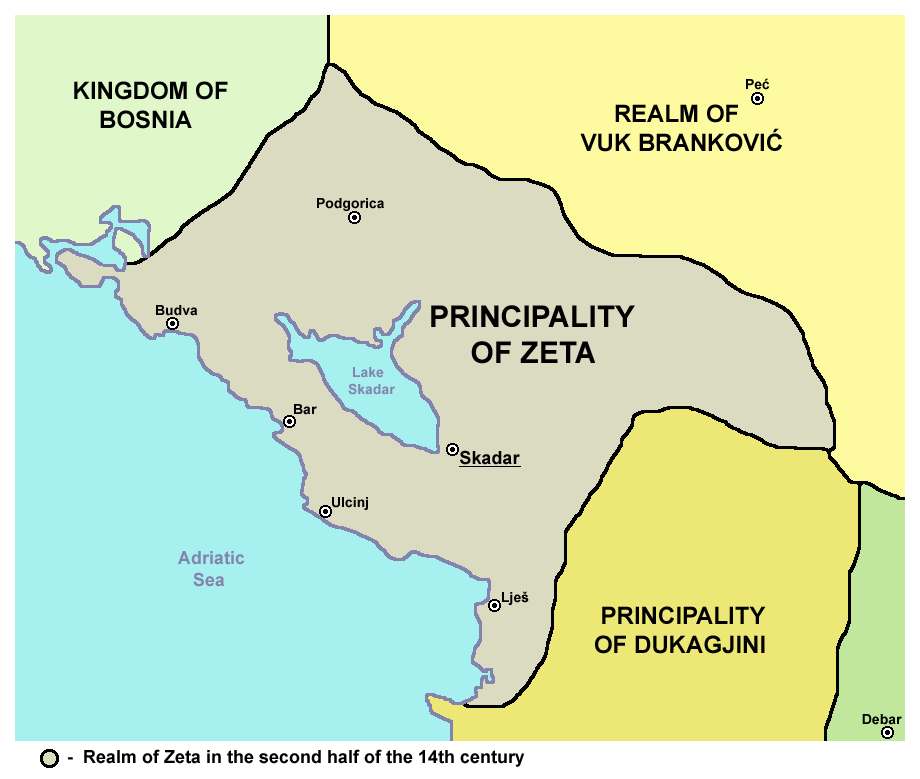
إمارة زيتا

إمارة زيتا (بالصربية: Кнежевина Зета) هي إمارة صربية في البلقان، حكمت في أجزاء من الجبل الأسود وصربيا وألبانيا أثناء العصور الوسطى المتأخرة في القرنين الثالث عشر والرابع عشر. حكمها عدة أسر من بالشيتش ولازاريفيتش وبرانكوفيتش وكرنوييفيتش إلى أن سقطت بيد العثمانيين في سنة 1498.